# Ibirajuba
Ibirajuba este un oraș în Pernambuco (PE), Brazilia.